# Gérard E. Weil
Gérard Emmanuel Weil (* 1926 in Straßburg; † Oktober 1986 in Lyon) war ein französischer Hebraist und Bibelforscher.
Er war Professor an der Universität Nancy 2 und später an der Universität Lyon III, wo er das Centre d’analyse et de traitement automatique de la Bible (CATAB) leitete. Sein Spezialgebiet war die Erforschung des masoretischen Textes der hebräischen Bibel.
Gérard E. Weil war als Bearbeiter der Massorah, Mitherausgeber, der Biblia Hebraica Stuttgartensia (BHS), einer Ausgabe des Masoretischen Textes der Hebräischen Bibel auf der Grundlage des Codex Leningradensis, welche von der Deutschen Bibelgesellschaft in Stuttgart in den Jahren 1968–2013 herausgegeben wurde. 
Bei der Entwicklung und Ausarbeitung der Massorah markierte er bestimmte Notierungen der Masora Parva mit „Sub Loco“. Man nennt die betreffenden masoretischen Notierungen seither auch Sub Loco Notes. Weil wollte diese Notierungen untersuchen und veröffentlichen, wozu es aber nie kam. Eine Untersuchung liegt inzwischen von Mynatt, 1994, vor.

## Veröffentlichungen (Auswahl)
- Elie Lévita; humaniste et massorète (1469–1549). Brill, Leiden 1963.
- Initiation à la Massorah; l’introduction au Séphèr Zikhronōt d’Elie Levite. Brill, Leiden 1964.
- Massorah gedolah; Iuxta codicem Leningradensem B19a; elaboravit ediditque Gérard E. Weil. Pontificium Institutum Biblicum, Rom 1971.
- mit P. Rivére: Concordance de la cantilation (= Documentation de la Bible 1). Ed. Du CNRS, Paris 1978
- Biblia Hebraica Stuttgartensia; textum masoreticum curavit H. P. Rüger. Masoram elaboravit G. E. Weil. Editio secunda emendata opera W. Rudolph et H. P. Rüger. Deutsche Bibelgesellschaft, Stuttgart 1984.
- La bibliothèque de Gersonide; d’après son catalogue autographe (= Collection de la Revue des études juives 10). Peeters, Louvain 1991.

## Belege
1. ↑  Mynatt, Daniel S: „The ‘Sub Loco’ Notes in the Torah of Biblia Hebraica Stuttgartensia“, Ann Arbor, Bell & Howell, 1994, Bibal Press

| Personendaten    | Personendaten                              |
| ---------------- | ------------------------------------------ |
| NAME             | Weil, Gérard E.                            |
| ALTERNATIVNAMEN  | Weil, Gérard Emmanuel (vollständiger Name) |
| KURZBESCHREIBUNG | französischer Alttestamentler              |
| GEBURTSDATUM     | 1926                                       |
| GEBURTSORT       | Straßburg                                  |
| STERBEDATUM      | Oktober 1986                               |
| STERBEORT        | Lyon                                       |